# سينيو (جزر البليار)
بلدية سينيو (بالإسبانية: Sineu) هي بلدية تقع في منطقة جزر البليار شرق إسبانيا.

## الديموغرافيا
بلغ عدد سكان بلدية سينيو 3.687 نسمة عام 2011 (وفقاً للمعهد الوطني للإحصاء الإسباني).
| 2.568 | 2.675 | 2.843 | 3.053 | 3.248 | 3.520 | 3.687 |

## أعلام
- خايمي ألومار